# Grand Prix Itálie 1950
Grand Prix Itálie (XXI Gran Premio d'Italia) byla sedmým závodem sezóny 1950, který se konal 3. září 1950 na okruhu Autodromo Nazionale Monza. Šanci získat titul mistra světa mělo pouze hvězdné F trio z týmu Alfa Romeo, Juan Manuel Fangio, který měl na svém kontě 26 bodů a dvou bodový náskok před druhým Fagiolim. Fangiovi stačilo k zisku titulu dojet na druhém místě, nebo bodovat na třetím, čtvrtém či pátém místě a to za předpokladu, že Farina nezvítězí. Giuseppe Farina utočil na titul ze třetí pozice se čtyřbodovou ztrátou, a k zisku titulu musel zvítězit a doufat, že Fangio nebude lepší než třetí. Paradoxně nejhůře na tom byl druhý muž celkového pořadí Luigi Fagioli, který získal již čtyři druhá místa, a protože pravidla dovolovala započítat pouze čtyři nejlepší výsledky, Fagioli musel zvítězit a spoléhat na to, že Farina nezíská lepší než třetí místo a Fangio páté místo. V tomto ohledu na tom byli Farina a Fangio lépe, oba totiž bodovali pouze třikrát a tak se jim žádný výsledek nebude škrtat.
Oficiální plakát

## Průběh závodu

### Účastníci
Startovní listina závodu Formule 1 v italské Monze čítala celkem 27 vozů a patřila k těm vůbec nejdelším. Alfa Romeo přihlásila hned pětici vozů, po boku trojice uchazečů o titul Fangio, Fagioli a Farina se objevil Consalvo Sanesi a Piero Taruffi. Fangio a Farina měli možnost startovat s novým modelem Alfa Romeo 159, vůz částečně vycházel z verze vozu 158, od kterého se výrazně liší především zdokonaleným brzdovým systémem, modifikovanou rozvodovkou a úplně novou zadní nápravou De Dion. Výkon motoru vzrostl na 425 CV při 9300 otáčkách (jednalo se o motor o objemu 1500 cc), jedinou nevýhodou motoru byla jeho nadměrná spotřeba (na 1 litr ujel vůz 0,582 km). Domácí konkurent, Scuderia Ferrari, přivezl na milánský okruh pouze vozy pro Alberta Ascariho a Dorina Serafiniho, který přešel z motocyklů na automobily. Scuderia tak oficiálně představila nové Ferrari 375, které disponovalo vidlicovým 12válcovým motorem s úhlem rozevření 60° a o objemu 4500 cc, první verze motoru měla výkon 330 koní při 7000 otáčkách. Na startu se objevilo ještě soukromé Ferrari 125 Brita Petera Whiteheada a hybridní vůz Ferrari 166 Clemente Biondettiho s motorem Jaguar. Dalším domácím účastníkem byla automobilka Maserati, která již tradičně připravila vozy pro týmy Officine Alfieri Maserati (Franco Rol a Louis Chiron), Enrico Plate (Princ Bira a Toulo de Graffenried), Scuderia Ambrosiana (David Murray) a Scuderia Milano (Felice Bonetto a Franco Comotti). Soukromé Maserati na Monzu přivezl Paul Pietsch, jenž se stal prvním Němcem startující v mistrovství světa formule 1. Značný útlum automobilky Talbot se projevil především v neúčasti továrního týmu, na startu se Talboty prezentovali v menších týmech nebo v rukou soukromníků. Další francouzská automobilka Simca přivezla vozy pro Maurice Trintignanta a Roberta Manzona.

### Závod
Již v kvalifikaci ukázala Alfa Romeo v čem je její síla...výkon, lehkost a ovladatelnost, ale Ferrari se neztratilo a kdo očekával, že bude při své váze (o 120 kg těžší než Alfa) neohrabané a bude těžit spíše z menší spotřeby a menšího počtu zastávek v boxu. Alberto Ascari ztratil pouze dvě desetiny na vítěze kvalifikace Fangia a to ještě jel za horších meteorologických podmínek. Na třetím místě skončil Giuseppe Farina a první řadu zkompletoval Consalvo Sanesi taktéž na Alfě. Luigi Fagioli se kvalifikoval na pátém místě a cesta k titulu se mu mírně zkomplikovala.
Nejlépe odstartoval Farina, před Fangiem a Sanesim, zatímco Ascari na startu zaspal a zařadil se za tuto trojici. Po průjezdu prvním kolem je mladý Ascari již za Farinou na druhém místě, pronásledován čtveřicí Fangio, Sanesi, Taruffi a Fagioli. Oba piloti v čele závodu pomalu kolo za kolem navyšovali náskok před svými pronásledovately i přesto, že Fangio zajel v sedmém kole nejrychlejší kolo. Ve 14 kole se Ascari dostal před Farinu a vedl závod, ale jeho radost trvala pouhá dvě kola, když ho opět vystřídal Farina. Ascari si vychutnal pohár hořkosti až do dna, skvěle rozjetý závod zastavila zlomená zadní náprava. Farina si na čele získal již bezkonkurenční náskok, který nepustil až do cíle.
Díky gestu Serafiniho, mohl Ascari po návratu do boxů pokračovat v závodě. Fangio zastavil v boxech ve 24. kole a jeho Alfa byla definitivně nepojízdná. Vedení týmu povolalo do depa Taruffiho a ten předal vůz Fangiovi, naděje na zisk titulu byla znovu oživena. Fangio se vydal na stíhací jízdu, ale po deseti kolech se z motoru vyvalil bílý kouř a to znamenalo definitivní konec všech nadějí. Farina v 50. kole zajel do boxu ke druhé zastávce a po jejím opuštění měl luxusní náskok jedné a půl minuty na Ascariho. Giuseppe Farina si třetím vítězstvím v sezóně zajistil titul mistra světa.

## Výsledky

### Závod
- 3. září 1950
- Okruh Monza
- 80 kol × 6,3 km – 504 km
- 7. Grand Prix
- 3. vítězství pro « Giuseppe Farinu » Vyrovnaný rekord
- 6. vítězství pro « Alfu Romeo » Nový rekord
- 3. vítězství pro « Itálii » Vyrovnaný rekord
- 2. vítězství pro vůz se startovním číslem « 10 » Nový rekord
- 1. vítězství z  3. místa na startu »

| Legenda k tabulce | Legenda k tabulce                                                                       |
| Barva             | Výsledek                                                                                |
| ----------------- | --------------------------------------------------------------------------------------- |
| Zlatá             | Vítěz                                                                                   |
| Stříbrná          | 2. místo                                                                                |
| Bronzová          | 3. místo                                                                                |
| Zelená            | Bodované umístění                                                                       |
| Modrá             | Nebodované umístění                                                                     |
| Modrá             | Dokončil neklasifikován (NC)                                                            |
| Fialová           | Odstoupil (Ret)                                                                         |
| Červená           | Nekvalifikoval se (DNQ)                                                                 |
| Červená           | Nepředkvalifikoval se (DNPQ)                                                            |
| Černá             | Diskvalifikován (DSQ)                                                                   |
| Bílá              | Nestartoval (DNS)                                                                       |
| Bílá              | Závod zrušen (C)                                                                        |
| Světle modrá      | Pouze trénoval (PO)                                                                     |
| Světle modrá      | Páteční testovací jezdec (TD)                                                           |
| Bez barvy         | Netrénoval (DNP)                                                                        |
| Bez barvy         | Vyřazen (EX)                                                                            |
| Bez barvy         | Nepřijel (DNA)                                                                          |
| Bez barvy         | Odvolal účast (WD)                                                                      |
| Bez barvy         | Nezúčastnil se (prázdné)                                                                |
| Označení          | Význam                                                                                  |
| Tučnost           | Pole position                                                                           |
| Kurzíva           | Nejrychlejší kolo                                                                       |
| †                 | Jezdec nedojel do cíle, ale byl klasifikován, protože odjel více než 90 % délky závodu. |
| ‡                 | Byl udělován poloviční počet bodů, protože bylo odjeto méně než 75 % délky závodu.      |
| Horní index       | Umístění bodujících jezdců ve sprintu                                                   |

| Pozice | Č   | Jezdec                                     | Vůz                | Kolo        | Čas        | +/- | Pole | Body | Nej. kolo    |
| ------ | --- | ------------------------------------------ | ------------------ | ----------- | ---------- | --- | ---- | ---- | ------------ |
| 1      | 10. | Giuseppe Farina                            | Alfa Romeo 159     | 80          | 2h51'17"4  | 2   | 3    | 8    |              |
| 2      | 48. | Dorino Serafini* poleman Alberto Ascari    | Ferrari 375        | 80 (47, 33) | à 1'18"6   | 4   | 6 X  | 3    |              |
| 3      | 36. | Luigi Fagioli                              | Alfa Romeo 158     | 80          | à 1'35"6   | 2   | 5    | 4    |              |
| 4      | 58. | Louis Rosier                               | Talbot T 26 C      | 75          | à 5 kol    | 9   | 13   | 3    | 2'13.1 (15.) |
| 5      | 24. | Philippe Étancelin                         | Talbot T 26 C      | 75          | à 5 kol    | 11  | 16   | 2    | 2'13.3 (16.) |
| 6      | 38. | Toulo de Graffenried                       | Maserati 4CLT/48   | 72          | à 8 kol    | 11  | 17   |      |              |
| 7      | 8.  | Peter Whitehead                            | Ferrari 125        | 72          | à 8 kol    | 11  | 18   |      |              |
| Pozice | Č   | Odstoupili                                 | Vůz                | Kolo        | Příčina    | +/- | Pole | Body | Nej. kolo    |
| Ret    | 50. | David Murray                               | Maserati 4CLT/48   | 57          | Rozvody    | 8   | 24   |      |              |
| Ret    | 32. | Cuth Harrison                              | ERA B/C            | 52          | Chladič    | 9   | 21   |      |              |
| Ret    | 12. | Raymond Sommer                             | Talbot T 26 C      | 49          | Rozvody    | 7   | 8    |      | 2'10.2 (11.) |
| Ret    | 40. | Guy Mairesse                               | Talbot T 26 C      | 43          | Odstoupil  | 10  | 11   |      | 2'22.0 (25.) |
| Ret    | 4.  | Franco Rol                                 | Maserati 4CLT/48   | 40          | Odstoupil  | 6   | 9    |      |              |
| Ret    | 60. | Piero Taruffi * poleman Juan Manuel Fangio | Alfa Romeo 158     | 35 (25, 9)  | Motor      | 2   | 7 X  |      |              |
| Ret    | 56. | Pierre Levegh                              | Talbot T 26 C      | 30          | Převodovka | 13  | 20   |      | 2'15.3 (21.) |
| Ret    | 18. | Juan Manuel Fangio                         | Alfa Romeo 159     | 24          | Rozvody    | 2   | 1    | 1    | 2'00.0       |
| Ret    | 2.  | Johnny Claes                               | Talbot T 26 C      | 23          | Přehřátí   | 16  | 22   |      | 2'19.0 (23.) |
| Ret    | 16. | Alberto Ascari                             | Ferrari 375        | 22          | Motor      | 2   | 2    |      |              |
| Ret    | 22. | Clemente Biondetti                         | Ferrari 166 S      | 18          | Motor      | 18  | 25   |      |              |
| Ret    | 64. | Henri Louveau                              | Talbot T 26 C-GS   | 17          | Odstoupil  | 12  | 14   |      | 2'15.0 (20)  |
| Ret    | 62. | Gianfranco Comotti                         | Maserati 4CLT/50   | 16          | Odstoupil  | 17  | 26   |      |              |
| Ret    | 42. | Maurice Trintignant                        | Simca Gordini T 15 | 14          | Osa řízení | 22  | 12   |      | 2'10.2 (11.) |
| Ret    | 6.  | Louis Chiron                               | Maserati 4CLT/48   | 14          | Tlak oleje | 19  | 19   |      |              |
| Ret    | 46. | Consalvo Sanesi                            | Alfa Romeo 158     | 12          | Motor      | 4   | 4    |      |              |
| Ret    | 44. | Roberto Manzon                             | Simca Gordini T 15 | 7           | Převodovka | 10  | 10   |      |              |
| Ret    | 30. | Princ Bira                                 | Maserati 4CLT/48   | 2           | Motor      | 10  | 15   |      | 2'22.0 (25.) |
| Ret    | 28. | Paul Pietsch                               | Maserati 4CLT/48   | 1           | Motor      | 27  | 27   |      |              |

### Stupně vítězů
| Jezdci - 5. podium pro « Luigi Fagioliho » nový rekord - 3. podium pro « Giuseppe Farinu » - 2. podium pro « Alberta Ascariho » - 1. podium pro Dorina Serafiniho (jediné podium) | Vozy - 12. podium pro « Alfu Romeo » nový rekord - 3. podium pro « Ferrari » | Státy - 11. podium pro « Itálii » nový rekord |

### Bodové umístění
- V závorce body získané v této Grand Prix.

| Jezdci - 30 (8) bodů pro « Giuseppe Farinu » nový rekord - 28 (4) bodů pro « Luigi Fagioliho » - 27 (1) bodů pro « Juana Manuela Fangia » - 13 (3) body pro « Luise Rosiera » - 11 (3) bodů pro « Alberta Ascariho » - 3 (3) bodů pro Dorina Serafiniho jediné body - 3 (2) bod pro « Phelippeho Étancelina | Vozy - 89 (13) bodů pro « Alfu Romeo » Nový rekord - 20 (5) bodů pro « Talbot » - 21 (6) bodů pro « Ferrari » | Státy - 74 (18) bodů pro « Itálii » Nový rekord - 27 (1) bodů pro « Argentinu » - 26 (5) bodů pro « Francii » |

### Nejrychlejší kolo
- Juan Manuel Fangio 2'00"0 180,833 km
- 3. nejrychlejší kolo pro « Juana Manuela Fangia »
- 6. nejrychlejší kolo pro « Alfu Romeo » Nový rekord
- 3. nejrychlejší kolo pro « Argentinu »
- 1. nejrychlejší kolo pro vůz se startovním číslem  18 » vyrovnaný rekord

### Nekvalifikovali se
- Felice Bonetto – Maserati

### Vedení v závodě
- « Giuseppe Farina » byl ve vedeni 197 kol nový rekord
- Alberto Ascari » byl ve vedeni 2 kola
- « Alfa Romeo » byla ve vedení 384 kol nový rekord
- Ferrari » bylo ve vedeni 2 kola
- « Itálie » byla ve vedení 207 kol. Nový rekord

| Kola         | km       | Jezdec          | %      |
| ------------ | -------- | --------------- | ------ |
| 1.–13. kolo  | 81,9 km  | Giuseppe Farina | 16,5 % |
| 14.–15. kolo | 12,6 km  | Alberto Ascari  | 2,5 %  |
| 16.–80. kolo | 409,5 km | Giuseppe Farina | 81 %   |

| Farina |  | Farina |
| ------ |  | ------ |

### Postavení na startu
- Juan Manuel Fangio 1'58.6 Alfa Romeo
- 4. Pole position pro « Juana Manuela Fangia » nový rekord
- 6. Pole position pro « Alfu Romeo » (nový rekord)
- 4. Pole position pro « Argentinu » (nový rekord)
- 1. Pole position pro vůz se startovním číslem 18 »
- 6x první řadu získali « Giuseppe Farina » a « Juan Manuel Fangio » (nový rekord)
- 1x první řadu získali  Alberto Ascari » a Consalvo Sanesi
- 18x první řadu získala « Alfa Romeo » (nový rekord)
- 1x první řadu získala  Ferrari »
- 12x první řadu získala « Itálie » (nový rekord)
- 7x první řadu získala « Argentina »

| _______1_______ Juan Manuel Fangio Alfa Romeo 1'58.6  |                                                 | _______2_______ Alberto Ascari Ferrari 1'58.8   |                                                | _______3_______ Giuseppe Farina Alfa Romeo 2'00.2 |                                                 | _______4_______ Consalvo Sanesi Alfa Romeo 2'00.4 |                                                   |
|                                                       | _______5_______ Luigi Fagioli Alfa Romeo 2'04.0 |                                                 | _______6_______ Dorino Serafini Ferrari 2'05.2 |                                                   | _______7_______ Piero Taruffi Alfa Romeo 2'05.8 |                                                   | _______8_______ Raymond Sommer Talbot 2'08.6      |
| _______9_______ Franco Rol Maserati 2'10.0            |                                                 | _______10_______ Robert Manzon Simca 2'12.4     |                                                | _______11_______ Guy Mairesse Talbot 2'13.2       |                                                 | _______12_______ Maurice Trintignant Simca 2'13.4 |                                                   |
|                                                       | _______13_______ Louis Rosier Talbot 2'13.4     |                                                 | _______14_______ Henri Louveau Talbot 2'13.8   |                                                   | _______15_______ Princ Bira Maserati 2'14.0     |                                                   | _______16_______ Philippe Étancelin Talbot 2'14.4 |
| _______17_______ Toulo de Graffenried Maserati 2'14.4 |                                                 | _______18_______ Peter Whitehead Ferrari 2'16.2 |                                                | _______19_______ Louis Chiron Maserati 2'17.2     |                                                 | _______20_______ Pierre Levegh Talbot 2'17.2      |                                                   |
|                                                       | _______21_______ Cuth Harrison ERA 2'18.4       |                                                 | _______22_______ Johnny Claes Talbot 2'18.6    |                                                   | _______23_______ Felice Bonetto Maserati 2'19.8 |                                                   | _______24_______ David Murray Maserati 2'22.0     |
| _______25_______ Clemente Biondetti Ferrari 2'30.6    |                                                 | _______26_______ Franco Comotti Maserati 2'33.6 |                                                | _______27_______ Paul Pietsch Maserati - -- ---   |                                                 |                                                   |                                                   |

## Startovní listina
| Č. | Tým                       | Pilot                | Konstruktér   | Šasi             | Motor                  | Pneumatiky |
| -- | ------------------------- | -------------------- | ------------- | ---------------- | ---------------------- | ---------- |
| 2  | Ecurie Belge              | Johnny Claes         | Talbot        | Talbot T26C      | Talbot 4.5 L6          | D          |
| 4  | Officine Alfieri Maserati | Franco Rol           | Maserati      | Maserati 4CLT/48 | Maserati 1.5 L4C       | Pirelli    |
| 6  | Officine Alfieri Maserati | Louis Chiron         | Maserati      | Maserati 4CLT/48 | Maserati 1.5 L4C       | Pirelli    |
| 8  | Privátní                  | Peter Whitehead      | Ferrari       | Ferrari 125      | Ferrari 125 1.5 V12C   | D          |
| 10 | Alfa Romeo SpA            | Giuseppe Farina      | Alfa Romeo    | Alfa Romeo 159   | Alfa Romeo 158 1.5 L8C | Pirelli    |
| 12 | Privátní                  | Raymond Sommer       | Talbot        | Talbot T26C      | Talbot 4.5 L6          | D          |
| 16 | Scuderia Ferrari          | Alberto Ascari       | Ferrari       | Ferrari 375      | Ferrari 375 4.5 V12    | Pirelli    |
| 18 | Alfa Romeo SpA            | Juan Manuel Fangio   | Alfa Romeo    | Alfa Romeo 159   | Alfa Romeo 158 1.5 L8C | Pirelli    |
| 22 | Privátní                  | Clemente Biondetti   | Ferrari       | Ferrari 166S     | Jaguar XK 3.4 L6       |            |
| 24 | Privátní                  | Philippe Étancelin   | Talbot        | Talbot T26C      | Talbot 4.5 L6          | D          |
| 28 | Privátní                  | Paul Pietsch         | Maserati      | Maserati 4CLT/48 | Maserati 1.5 L4C       | Pirelli    |
| 30 | Enrico Plate              | Princ Bira           | Maserati      | Maserati 4CLT/48 | Maserati 1.5 L4C       | Pirelli    |
| 32 | Privátní                  | Cuth Harrison        | ERA           | ERA B            | ERA 1.5 L6C            | D          |
| 36 | Alfa Romeo SpA            | Luigi Fagioli        | Alfa Romeo    | Alfa Romeo 158   | Alfa Romeo 158 1.5 L8C | Pirelli    |
| 38 | Enrico Plate              | Toulo de Graffenried | Maserati      | Maserati 4CLT/48 | Maserati 1.5 L4C       | Pirelli    |
| 40 | Privátní                  | Guy Mairesse         | Talbot        | Talbot T26C      | Talbot 4.5 L6          | D          |
| 42 | Equipe Gordini            | Maurice Trintignant  | Simca Gordini | Simca T15        | Gordini 1.5 L4C        | E          |
| 44 | Equipe Gordini            | Robert Manzon        | Simca Gordini | Simca T15        | Gordini 1.5 L4C        | E          |
| 46 | Alfa Romeo SpA            | Consalvo Sanesi      | Alfa Romeo    | Alfa Romeo 158   | Alfa Romeo 158 1.5 L8C | Pirelli    |
| 48 | Scuderia Ferrari          | Dorino Serafini      | Ferrari       | Ferrari 375      | Ferrari 375 4.5 V12    | Pirelli    |
| 50 | Scuderia Ambrosiana       | David Murray         | Maserati      | Maserati 4CLT/48 | Maserati 1.5 L4C       | D          |
| 52 | Scuderia Milano           | Felice Bonetto       | Maserati      | Milano 1         | Speluzzi 1.5 L4C       | Pirelli    |
| 56 | Privátní                  | Pierre Levegh        | Talbot        | Talbot T26C      | Talbot 4.5 L6          | D          |
| 58 | Ecurie Rosier             | Louis Rosier         | Talbot        | Talbot T26C      | Talbot 4.5 L6          | D          |
| 60 | Alfa Romeo SpA            | Piero Taruffi        | Alfa Romeo    | Alfa Romeo 158   | Alfa Romeo 158 1.5 L8C | Pirelli    |
| 62 | Scuderia Milano           | Franco Comotti       | Maserati      | Maserati 4CLT/50 | Maserati 1.5 L4C       | Pirelli    |
| 64 | Ecurie Rosier             | Henri Louveau        | Talbot        | Talbot T26C - GS | Talbot 4.5 L6          | D          |

## Zajímavosti
- V závodě debutoval Clemente Biondetti, Consalvo Sanesi, Dorino Serafini, Franco Comotti, Gui Mairesse, Henri Louveau, Paul Pietsch a Pierro Taruffi.
- Poprvé představen vůz Alfa Romeo 159, Ferrari 166T a Ferrari 375

### Souhrn
| Pole position      | Vítězství       | Nej. kolo          | Hat trick | Vedení          | Vedení         | Chelem |
|                    |                 |                    |           | Itálie          | Itálie         |        |
| Juan Manuel Fangio | Giuseppe Farina | Juan Manuel Fangio |           | Giuseppe Farina | Alberto Ascari |        |
| Alfa Romeo 158     | Alfa Romeo 158  | Alfa Romeo 158     |           | Alfa Romeo 158  | Ferrari 375    |        |
| 1'58.6             | 2:51'17.4       | 2'00.0             |           | 78 kol          | 2 kola         |        |
| 191,231 km/h       | 176,543 km/h    | 189,000 km/h       |           | 491,4 km        | 12,6 km        |        |
| ------------------ | --------------- | ------------------ | --------- | --------------- | -------------- | ------ |

## Stav MS
- GP – body získané v této Grand Prix

| *  | Jezdec                | Body    | GP | * | Vůz          | Body | GP | * | Stát           | Body | GP |
| -- | --------------------- | ------- | -- | - | ------------ | ---- | -- | - | -------------- | ---- | -- |
| 1  | Giuseppe Farina       | 30      | 8  | 1 | Alfa Romeo   | 89   | 13 | 1 | Itálie         | 74   | 18 |
| 2  | Juan Manuel Fangio    | 27      | 1  | 2 | Ferrari      | 21   | 6  | 2 | Argentina      | 27   | 1  |
| 3  | Luigi Fagioli         | 24 (28) | 4  | 3 | Talbot       | 20   | 5  | 3 | Francie        | 26   | 5  |
| 4  | Louis Rosier          | 13      | 3  | 4 | Kurtis Kraft | 14   |    | 4 | USA            | 24   |    |
| 5  | Alberto Ascari        | 11      | 3  | 5 | Maserati     | 11   |    | 5 | Velká Británie | 8    |    |
| 6  | Johnnie Parsons       | 9       |    | 6 | Deidt        | 10   |    | 6 | Thajsko        | 5    |    |
| 7  | Bill Holland          | 6       |    | 7 | Simca        | 3    |    | 7 | Monako         | 4    |    |
| 8  | Princ Bira            | 5       |    |   |              |      |    |   |                |      |    |
| 9  | Reg Parnel            | 4       |    |   |              |      |    |   |                |      |    |
| 10 | Louis Chiron          | 4       |    |   |              |      |    |   |                |      |    |
| 11 | Mauri Rose            | 4       |    |   |              |      |    |   |                |      |    |
| 12 | Peter Whitehead       | 4       |    |   |              |      |    |   |                |      |    |
| 13 | Yves Giraud-Cabantous | 3       |    |   |              |      |    |   |                |      |    |
| 14 | Raymond Sommer        | 3       |    |   |              |      |    |   |                |      |    |
| 15 | Cecil Green           | 3       |    |   |              |      |    |   |                |      |    |
| 16 | Robert Manzon         | 3       |    |   |              |      |    |   |                |      |    |
| 17 | Dorino Serafini       | 3       | 3  |   |              |      |    |   |                |      |    |
| 18 | Philippe Étancelin    | 3       | 2  |   |              |      |    |   |                |      |    |
| 17 | Felice Bonetto        | 2       |    |   |              |      |    |   |                |      |    |
| 18 | Joie Chitwood         | 1       |    |   |              |      |    |   |                |      |    |
| 19 | Tony Bettenhausen     | 1       |    |   |              |      |    |   |                |      |    |
| 21 | Eugene Chaboud        | 1       |    |   |              |      |    |   |                |      |    |